# Calamomyia canadensis
Calamomyia canadensis är en tvåvingeart som först beskrevs av Ephraim Porter Felt 1907.  Calamomyia canadensis ingår i släktet Calamomyia och familjen gallmyggor. Inga underarter finns listade i Catalogue of Life.